# Ciprian Foiaș
Ciprian Foiaș (n. 20 iulie 1933, Reșița, Caraș-Severin, România – d. 22 martie 2020, Tempe, Arizona, SUA) a fost un matematician american de origine română, membru de onoare al Academiei Române din 1994.

## Biografie
A parcurs învățământul primar și secundar în orașul natal, unde s-a distins cu premii la olimpiadele de matematică.  În 1955 este absolvent al Universității din București.
Preia funcția de șef de cabinet al profesorului Miron Nicolescu la Catedra de Calcul Diferențial și Integral. În 1961 obține doctoratul în matematică.
În 1958 devine cercetător la Institutul de Matematică al Academiei, iar în 1962 lector. În 1963 prea funcția de conferențiar la Institutul Pedagogic de Trei Ani. În anul următor este numit șef de sector la Institutul de Matematică al Academiei.
A fost profesor la Catedra de Analiză Matematică la Universitatea din București  (1966–1979), la Universitatea Paris-Sud 11 (1979–1983) și la Indiana University (din 1983 până la pensionare). 
Începând cu anul 2000, a fost profesor și cercetător la Texas A&M University, unde a fost Distinguished Professor.
A murit la Tempe, Arizona, pe 22 martie 2020.

## Activitate științifică
Opera sa este inclusă în domeniul ecuațiilor diferențiale.  S-a ocupat de soluțiile aproape periodice ale sistemelor parabolice.  În domeniul analizei funcționale a generalizat teorema de aproximare a lui Einar Hille referitor la semigrupurile de operatori liniari.
A demonstrat o teoremă a lui Yosida. În teza sa de doctorat a studiat spațiile vectoriale pseudotopologice.
A întocmit diferite lucrări de nomografie.  A susținut mai multe comunicări din domeniul analizei funcționale în Ungaria (la Budapesta, Debrețin, Szeged).
În lucrările sale și ale colaboratorilor sunt analizate, completate, generalizate sau utilizate teoreme ale unor matematicieni ca: Denjoy, Banach, Cauchy, J. von Neumann, Hilbert, Stieltjes, Riemann, Mikusinski, Navier, Stokes, J. Feldmann, G. C. Rota, Poisson și alții.
Descoperirile sale sunt citate de matematicieni ca: Krasnoselski, Halperin, Schreiber, Kostucenko, L. Maté, Rogel Bodel etc. Multe din scrierile sale au fost publicate în colaborare cu Béla Szőkefalvi-Nagy, Solomon Marcus și Nicolae Dinculeanu.
„Constanta Foias” este numită după el. Ciprian Foiaș este listat ca cercetător ISI extrem de citat. Împreună cu Béla Szőkefalvi-Nagy, Foiaș a demonstrat teorema de ridicare a comutanților⁠(d).

## Lucrări
- Teoria spectrală în algebre Banach (1962)
- Spectral Theory in Noncummutative (1962)
- Béla Szőkefalvi-Nagy, Ciprian Foiaș: Harmonic analysis of operators on Hilbert Space. North Holland 1970 (traducere din franceză; prima ediție: Masson 1967)
- Theory of Generalized Spectral Operators (1968)
- Dual Algebras with Applications to Invariant Subspace and Dilation Theory (1985)
- Navier - Stokes Equation (1988)
- The Commutant Lifting Approach to Interpolation Problems (1990)